# Patrick deWitt
Patrick deWitt (ur. 1975) – kanadyjski pisarz, autor scenariuszy.
Tworzy w języku angielskim. Pracował w różnych zawodach, m.in. był robotnikiem, urzędnikiem i barmanem. Jako pisarz debiutował w 2009 powieścią, zawierającą wątki autobiograficzne, Ablutions. Uznanie przyniosła mu druga powieść, wydani w 2011 Bracia Sisters. Książka znalazła się na krótkiej liście do Nagrody Bookera oraz wyróżniono ją Nagrodą Literacką Gubernatora generalnego oraz Nagrodą Kanadyjskiego Stowarzyszenia Pisarzy. Bracia Sisters są pastiszem westernu, tytułowe rodzeństwo to zawodowi mordercy ruszający za swą ofiarą do Kalifornii w czasie gorączki złota. Akcja kolejnej powieści, Podmajordomusa Minora również rozgrywa się w XIX wieku, tym razem w bliżej nieokreślonym europejskim państwie, a jej główny bohater zostaje służącym w tajemniczym zamku. DeWitt ma na koncie scenariusz do filmu Terri (2011) w reżyserii Azazela Jacobsa.

## Twórczość
- Ablutions (2009)
- Bracia Sisters (The Sisters Brothers 2011)
- Podmajordomus Minor (Undermajordomo Minor 2015)